# František Klátil
František Klátil (5. června 1905 Zlín – 19. března 1972 Washington, D.C.) byl český a československý politik, člen Československé strany národně socialistické, za kterou byl po roce 1945 poslancem Prozatímního Národního shromáždění a Ústavodárného Národního shromáždění. Po roce 1948 exilový politik.

## Biografie
Za druhé světové války odešel do exilu a bojoval na západní frontě. Působil jako redaktor, básník a spisovatel. V poválečném období patřil mezi nejvýznamnější představitele národně socialistické strany. V letech 1945–1946 byl poslancem Prozatímního Národního shromáždění za národní socialisty. Po parlamentních volbách v roce 1946 se stal poslancem Ústavodárného Národního shromáždění. V parlamentu zasedal až do parlamentních voleb roku 1948.
Po únorovém převratu v roce 1948 odešel do exilu do USA. Podílel se na činnosti exilové národně socialistické strany. Po roce 1949 byl členem Rady svobodného Československa. Redigoval exilový list Čas.